# خشت‌پل (جویبار)
پل جویبار (خشت پل) مربوط به دوره قاجار است و در جویبار، ۵ کیلومتری شمال شهر واقع شده و این اثر در تاریخ ۲۵ اسفند ۱۳۷۹ با شمارهٔ ثبت ۳۰۴۴ به‌عنوان یکی از آثار ملی ایران به ثبت رسیده است.